# 矢叶橐吾
矢叶橐吾（学名：Ligularia fargesii）是菊科橐吾属的植物。分布于日本、朝鲜以及中国大陆的湖北、华北、湖南、甘肃、陕西、河南、贵州、云南等地，生长于海拔120米至3,400米的地区，一般生于林缘、水边、林下、高山草原以及山坡，目前尚未由人工引种栽培。